# Markivský rajón
Markivský rajón (ukrajinsky Марківський район) byl rajón v Luhanské oblasti na Ukrajině. Hlavním městem byla Markivka a rajón měl přibližně 16 tisíc obyvatel. 

## Sídla v rajónu
- Markivka